# Ash Ra Tempel
Ash Ra Témpel — немецкая группа в стиле краут-рок, видный представитель Берлинской школы электронной музыки. Группа была основанa в Западном Берлине в 1970 году Мануэлем Геттшингом, Хартмутом Энке и Клаусом Шульце. В 1977 году после трехлетней паузы Геттшинг воссоздал группу под названием Ashra.

## История группы
Группа была создана по инициативе Мануэля Гёттшинга. Мануэль родился 9 сентября 1952 года в Берлине и с раннего детства занимался игрой на гитаре. С 1967 года он начал свою музыкальную карьеру с совместных выступлений с такими группами, как «Bluebirds», «The Bomb Proofs», «Bad Jo» и «Steeple Chase Blues Band». В 1970 году Мануэль решил создать свою собственную группу. Сам Мануэль перенял гитару, клавишные, ударные и вокал, Хартмут Энке — бас, гитару, клавишные, а Клаус Шульце — клавишные, гитару и ударные. После выхода первого студийного альбома в 1971 году группу покинул Шульце, а в 1973 году и Энке. В разное время в группе играли такие музыканты, как Рози Мюллер, Стив Шредер, Дитер Диркс, Вольфганг Мюллер и Петер Хандке.

## Творчество
Группа играет в стиле краут-рок, в её творчестве преобладают психоделические и длинные эзотерические композиции с структурами электронной музыки и простым гитарным мотивом, призванным погружать слушателя в медитативное состояние.
В 2010 году группа была награждена почётной немецкой премией «Schallwelle» за развитие электронной музыки в Германии.

## Дискография
1971 — Ash Ra Tempel 

1972 — Schwingungen 

1972 — Seven Up 

1972 — Join Inn 

1974 — Starring Rosi 

1974 — Inventions for Electric Guitar 

1976 — Communication 

1976 — New Age of Earth (Франция) 

1993 — Le Berceau De Cristal 

2000 — Gin Rosé at the Royal Festival Hall 

2000 — Friendship (Ash Ra Tempel & Klaus Schulze)